# Црногорска капа
Црногорска капа је традиционална капа, дио црногорске народне ношње, коју носе Црногорци и Срби из Црне Горе.
Црногорска капа се први пут јавља у доба Петра I Петровића Његоша, а коначни дизајн, онај који се користи данас, по легенди је направио познати црногорски владар, владика и писац Петар II Петровић Његош.
Црногорској капи сличне су личка и херцеговачка капа, као и она која је традиционално ношена у Рисну.

## Изглед капе
Црногорска капа је округла, у облику равног цилиндра. Горња површина (теме капе) је тамноцрвене боје, израђена од чоје и зове се тепелак. Украшена је везом, најчешће златним. Обод је црне боје, израђен од свиле и зове се деревија. Милорад Медаковић у књизи Живот и обичаји Црногораца (1860.. стр. 174.) наводи податак да су хаљине (у то време) истога кроја као у старија времена, а да су капе измењене. Раније су носили кожне капе, а тада мале, плитке, црно-црвене капице. Овакав облик капе настао је у доба владавине Петра I Петровића Његоша, а коначни дизајн, онај који се користи данас, по легенди је направио познати црногорски владар, владика и писац Петар II Петровић Његош.
Капе црногорских владара умногоме су се разликовале од народних. Тепелук на капи књаза Данила I је плаве боје и на њему нема златног веза.

## Вез на капи
За разлику од облика, вез на капи се чешће мењао, а појавио се још у време владавине Петра I Петровића Његоша. Први вез је био око капе, односно на деравији. Тако извезене капе биле су првенствено карактеристичне за кулугџије - чланове Кулука. Вез на темену, односно тепелаку јавља се педесетих година 19. века.
Најчешће су у употреби биле капе са златним полукруговима и иницијалима, али су често на читавој површини тепелака везени и други мотиви: црногорски грб, крст са четири оцила, стилизоване представе двоглавог орла и лава, змије, венци цвећа и лишћа и други. Чести везени мотив на тепелаку капе, нарочито крајем 19. и до двадесетих година 20. века била је звезда шестокрака. Овакав исти мотив се јавља и у многим другим орнаменталним површинама предмета и објеката црногорске материјалне културе: преслицама, колевкама, шкрињама. Црногорска женска капа није се одликовала иницијалима или ма каквим државним симболима, већ искључиво украсом. Током и после Другог светског рата на капама се јавља и звезда петокрака.
Осим златног веза, Црногорци су на капе стављали и металне грбове ради ознаке друштвене припадности. Од 1854. године сенатори, капетани и перјаници су носили различите грбове и у случају њихове деградације морали су их скинути с капе. Црногорски официри су носили народну ношњу и грбове на капама све до увођења војничке униформе 1910. године.

### Иницијали
У време Петра I Петровића Његоша перјаници су на капама носили почетна своје нахије. За вриме књаза Данила I Црногорци су на капама носили његове иницијале. Променом владара и иницијали на капама су се мењали. Тако су иницијали за време краља Николе били „НI” (Никола I) или „НIЖ” (Никола I Живио). Уместо владаревих иницијала такође су везени и иницијали власника капе. Један део тепелака је окружен са пет златних нити, у чијем центру су се налазили везени иницијали власника капе или владара.

### Четири оцила
Од 1918. године, после стварања Краљевина Срба, Хрвата и Словенаца, на црногорској народној капи најчешће се везе крст са четири оцила, што представља део савременог српског грба. Најчешће је тумачење тих огњила да представљају четири ћирилична слова „С”, са значењем „Само Слога Србина Спашава”, што је народно али не и хералдичко објашњење. Међутим, четири оцила су византијског порекла и налазе се на застави византијских царева. Тумачење оцила као ћириличног слова „С” први је записао Ђузепе Барабанти у књизи „Гарибалди на Дрини” из 1876. године.

## Историјски извори
Иван Јастребов (пишући о области Мат) записао да је село Љура било познато по производњи црног ваљаног сукна за арнаутски ђурдин — познату арнаутску џоку с кратким рукавима и са додатком за покривање главе. Кажу да је Арнаути носе у знак жалости за Скендербегом. То мишљење је код Арнаута распрострањено исто као код Црногораца мишљење да они њихове капице (фесове) са црним ободом носе у знак туге и жалости због пропасти царства на Косову пољу. Он сматра да је такво тумачење производ маште патриота, који су од Европљана усвојили манир да ожалошћеност испоље црнином на капи. Црногорцима није на ум падало испољавати жалост за падом српског царства везивањем црне мараме око феса. Код Арнаута, Црногораца и Старосрбијанаца се жалост испољавала небријањем браде дуже време. Црни повез на фесу код Црногораца се појавио чисто као мода. Пошто су Црногорци пре сто година (од када је Јастребов то писао) престали носити своје беле капице од ваљане вуне, и позајмили начин облачења од хришћана у Турској, који су у групама бежали у планине, и сами Црногорци нису били ништа друго до раја побегла из села и градова, тиме су и фесови ушли у моду у истом облику у коме су се носили и још се носе у доба Јастребова, од раје у Турској. Турци су раји забрањивали носити црвену боју, хришћани су око феса везивали црну мараму исто као и Турци (муслимани) зелену тканину. Са овим фесовима раја је обично бежала у Црну Гору. Тамо је мало-помало ушао у моду обичај да се опшива црном свиленом тканином, захваљујући европским кројачима. Арнаути су по примеру Црногораца наставили исту праксу само што је жалост била, не за Косовом, него Скендербегом. Арнаути су са израдом џоке почели не тако давно од доба Јастребова, како су га уверавали сами Љурани.
Павле Ровински је записао да се и код скоро свих страних путописаца који су обишли Црну Гору, налази исто објашњење, значења боја црногорске капе. Црвена боја је крв проливена на Косову пољу, црна - туга због пада српског царства, а златни лукови - нада да ће се повратити ранија српска снага и слава. Додаје да се та капа недавно појавила. До књаза Данила једни су носили фесове, а други црвену капу као у Приморју, а испод ње се носила бела капа какву тада носе Арнаути.
Кроз историју, црногорска капа је имала неколико различитих назива. Међу њима су и ваљана, бијела, кариклија, завратка. Данас се једноставно зове црногорска капа.